# 海洋地质国家重点实验室
海洋地质国家重点实验室（英語：State Key Laboratory of Marine Geology）是位于同济大学的中国国家重点实验室。
实验室的前身为创立于1975年的同济大学海洋地质实验室。1992年由国家教委批准开放，1999年由教育部批准更名为“海洋地质教育部重点实验室”。2005年升格为国家重点实验室。
实验室的研究目标为海洋及相邻陆区的环境演变与海底资源，设有“古海洋学与古环境研究”、“大陆边缘演化与海洋沉积学研究”、“海底资源研究”、“深海生物地球化学研究”与“海底过程与观测研究”五个主要研究方向。
实验室主任为海洋地质学家翦知湣。